# Thomasberg
Thomasberg är en ort och kommun  i Österrike. Den ligger i distriktet Neunkirchen i förbundslandet Niederösterreich, 70 kilometer söder om huvudstaden Wien. Kommunen består av två områden som åtskiljs av kommunen Edlitz. I det norra området ligger Sauerbichl, övriga orter ligger i det södra området. 
Kommunen består av fyra orter (Ortschaften) (inom parentes invånarantal 1 januari 2024):
- Königsberg (599)
- Kulma (49)
- Sauerbichl (190)
- Thomasberg (393)